# José Maria de Sousa
 José Maria de Sousa  (ilha de São Jorge, Açores, Portugal, 1838 — Ilha Terceira, Açores, Portugal) foi um político, escritor e estilista português.

## Biografia
Foi um artista como alfaiate e dedicou-se às letras. Publicou muitos artigos em vários jornais açorianos, assinados como “O artista, José Maria de Sousa”.
Foi responsável pela publicação do jornal “A Esperança”. Semanário literário e de anúncios, de que foi redactor. Este jornal foi públicado pela 1ª vez em 1874, nas Velas, ilha de São Jorge.
Fez vários discursos em variadas reuniões da assembleia geral do Partido Progressista terceirense, e em meetings. Escreveu e pronunciou alguns discursos em saraus.